# 阿諾德 (伊利諾伊州卡羅爾縣)
阿諾德（英語：Arnold）是位於美國伊利諾伊州卡洛爾縣的一個非建制地區。該地的面積和人口皆未知。

## 地理
阿諾德的座標為42°10′12″N 90°13′15″W / 42.17000°N 90.22083°W，而該地的平均海拔高度為186米（即610英尺）。